# Takeshi Yasutoko
Takeshi Yasutoko (安床 武士, Yasutoko Takeshi), surnommé Japanese Bullet (né le 25 juin 1986, à Osaka au Japon) est un rollerskater professionnel japonais. Il est considéré comme l'un des meilleurs rollerskaters de tous les temps.

## Carrière de skater
Takeshi Yasutoko naît dans une famille de rollerskaters, puisque ses deux parents sont déjà professionnels, et son frère aîné Eito le devient à 11 ans. Il monte sur ses premiers rollers à 3 ans et commence l'inline (roller sur rampes, ou vert') à 6 ans. Il devient professionnel à 9 ans. Il participe la même année au ASA Pro Tour. Il a aussi été le plus jeune participant des X Games auxquels il a pris part en 1998, alors âgé de 11 ans.
Takeshi et son frère Eito ont depuis remporté de nombreux titres lors d'évènements tels que les Asian X Games, le ASA Pro Tour, les championnats du monde, les X Games originaux (voir Palmarès).

## Style
Takeshi est connu pour être l'un des skaters les plus techniques au monde. Il exécute sans mal les figures les plus difficiles (Alley Oop Topside Acid ou Backslide to Alley Oop Topside Soul) et abuse de combinaisons alambiquées.
Il crée parfois des figures originales. On lui attribue notamment le 1080 Mac Twist et le 900 Flat Spin. Sa signature est le Viking Flip, et il a d'ailleurs récemment réussi le Double Viking Flip.
Il est enfin l'un des rollerskaters atteignant les plus hautes altitudes au monde : il s'élève facilement à plus de 8 mètres au-dessus du sol. Il remporte régulièrement les compétitions Big Air (où le saut et la hauteur sont à l'honneur).

## Autres activités
Comme son frère Eito, il pense reprendre le commerce de son père Yuki, Goodskates et entraîner les jeunes générations.

## Palmarès détaillé[2]
- 2010 Asian X Games, Shanghai, China - Vert: Gold
- 2008 Asian X Games, Shanghai - Vert: 1st
- 2007 LG Action Sports World Championships, Dallas, TX - Vert: Gold Medalist
- 2007 Action Sports World Tour, San Diego, CA - Vert: 1st
- 2007 Nokia Fise, Montpellier, France - Vert: 1st
- 2007 Asian X Games, Shanghai - Vert: 1st
- 2006 LG Action Sports World Championships, Dallas, TX - Vert: 1st
- 2006 Action Sports US Vert Championship, San Diego, CA - Vert: 1st
- 2006 LG Action Sports World Tour, Paris, France - Vert: 1st
- 2006 LG Action Sports World Tour, Berlin, Germany - Vert: 3rd
- 2006 LG Action Sports World Tour, Birmingham, England - Vert: 2nd
- 2006 LG Action Sports World Tour, Amsterdam, Netherlands - Vert: 1st
- 2006 Action Sports World Tour, Richmond, VA - Vert: 1st
- 2006 Asian X Games, Kuala Lumpur, Malaysia - Vert: 2nd
- 2005 LG Action Sports World Championship, Manchester, England - Vert: 2nd
- 2005 LG Action Sports US Championship, Pomona, CA - Vert: 1st
- 2005 LG Action Sports Tour, Moscow, Russia - Vert: 10th
- 2005 LG Action Sports Tour, Munich, Germany - Vert: 1st
- 2005 Mobile Skatepark Series, Cincinnati, OH: 1st
- 2004 Pro Tour Year-End Ranking (Vert): 1st
- 2004 LG Action Sports Asian Tour, Shanghai & Seoul: 1st, Beijing, China: 2nd
- 2004 LG Action Sports Championships - World Championships - Vert: 1st
- 2004 X Games - Vert: Gold Medalist
- 2004 Asian X Games - Vert: Gold Medalist
- 2003 Pro Tour Year-End Ranking (Vert): 3rd
- 2003 X Games - Vert: Silver Medalist
- 2002 Pro Tour Year-End Ranking (Vert): 1st
- 2002 X Games - Vert: Gold Medalist
- 2001 ASA World Championships - Vert: Silver Medalist
- 2001 Gravity Games - Vert: Silver Medalist
- 2001 X Games - Vert: Silver Medalist
- 2000 Pro Tour Year-End Ranking (Vert): 2nd